# Shane Conlan
(en) Statistiques sur pro-football-reference
Shane Patrick Conlan (né le 4 mars 1964 à Frewsburg) est un joueur américain de football américain évoluant au poste de linebacker.

## Enfance
Conlan fait ses études à la Frewsburg High School de sa ville natale de Frewsburg et est nommé lors de sa dernière année en 1981, le titre de meilleur joueur lycéen de l'année pour l'est de l'État de New York.

## Carrière

### Université
Il entre à l'université d'État de Pennsylvanie, jouant pour l'équipe de football américain des Nittany Lions. En 1982, il remporte le championnat national avec Penn State. En 1985, il joue sa deuxième finale de championnat national, cette fois-ci contre les Sooners de l'Oklahoma, finale perdu mais Conlan est nommé All-American à son poste d'outside linebacker. En 1986, il devient le capitaine de l'équipe et participe à la finale du championnat national contre l'université de Miami, match se déroulant au Fiesta Bowl 1987. Lors de ce match, il fait huit tacles et deux interceptions dont une avec qui il parcourt trente-huit yards avant de se faire plaquer cinq yards avant la end-zone de Miami. D. J. Dozier finira le travail et inscrira le touchdown de la victoire. Penn State remporte le match 14-10 dans une saison où ils ne perdent aucun match. Il est nommé MVP défensif de ce match. Il est finaliste du Dick Butkus Award 1986.
Lors de ces cinq saisons en université, il fait 274 tacles dont 186 seul.

### Professionnel
Shane Conlan est sélectionné au premier tour du draft de la NFL de 1987 par les Bills de Buffalo au huitième choix. Lors de sa première saison, il fait 114 tacles en douze matchs avec les Bills, remportant le titre de Rookie défensif de l'année 1987 en NFL par l' Associated Press. Ensuite, il est sélectionné trois consécutivement au Pro Bowl. En 1991, il bat son record de tacle avec 122 tacles.
En 1993, il signe avec les Rams de Los Angeles où il est nommé meilleur joueur de l'année de l'équipe en 1994. Après la saison 1995, il prend sa retraite.

## Statistiques
En neuf saisons en NFL, il joue 120 matchs dont 114 comme titulaire, sept sacks, cinq interceptions, vingt-huit passes déviées, six provocations de fumble, cinq récupérés et 751 tacles.

## Palmarès
- Pro Bowl: 1988, 1989 et 1990
- Équipe de la saison NFL: 1987, 1988 et 1990
- Rookie défensif de l'année 1987 en NFL
- Meilleur joueur de l'année des Rams de Los Angeles 1994
- MVP défensif du Fiesta Bowl
- All-American 1985 et 1986
- Championnat national 1982 et 1986